# Abubacarr Sedi Kinteh
Abubacarr Sedi Kinteh (* 30. November 2006) ist ein gambischer Fußballspieler, der zumeist als Innenverteidiger eingesetzt wird.

## Karriere
Der Gambier spielte zuletzt an der Académie Mawade Wade im Senegal, einer Partner-Akademie des Tromsø IL, und kam im Frühjahr 2025 zusammen mit seinem dortigen Teamkollegen Massamba M’Baye nach Tromsø. Dabei unterschrieb er einen Fünfjahresvertrag bis zum Ende des Spieljahres 2029. Anfangs kam er in der zweiten Mannschaft des Klubs zum Einsatz und debütierte dabei am 30. März 2025 bei einer 2:5-Niederlage gegen den Harstad IL. Bis April kam er dabei in insgesamt drei Meisterschaftsspielen für den norwegischen Viertligisten zum Einsatz. Sein Pflichtspieldebüt für die Profis gab er am 13. April 2025 bei einem 10:0-Kantersieg in der ersten Runde des norwegischen Fußballpokals 2025 gegen den Hamna IL und wurde danach bis zum Ausscheiden der Mannschaft in Runde 3 in allen weiteren Pokalspielen eingesetzt. Nachdem er in den beiden Ligaspielen davor noch uneingesetzt auf der Ersatzbank saß, debütierte der 18-Jährige am 11. Mai 2025 bei einem 3:1-Auswärtssieg über die KFUM Oslo in der höchsten norwegischen Fußballliga.
Der junge Innenverteidiger wurde rasch zu einem integralen Bestandteil der Tromsøer Abwehrkette. Nach nur drei Ligaeinsätzen soll der Klub laut norwegischen Medien im Mai 2025 ein Angebot über 5 Millionen Euro für Kinteh abgelehnt haben, womit der Gambier im Falle einer Annahme zum teuersten Transfer der Vereinsgeschichte geworden wäre. Im Juni 2025 wurde Kinteh von Norsk Toppfotball zum Nachwuchsspieler des Monats Mai gewählt. Als Gründe für die Auszeichnung wurden sein starker linker Fuß, seine Schnelligkeit sowie seine Zweikampfstärke genannt. Bis dato (Stand: 8. August 2025) kam Kinteh im Spieljahr 2025 in neun weiteren Meisterschaftsspielen für die Nordnorweger zum Einsatz, von denen acht gewonnen wurden.